# Champions des États-Unis de natation en bassin de 50 m du 100 m nage libre
Pour la première fois de leur histoire, les championnats des États-Unis se sont gagnés en moins de 48 secondes sur 100 m nage libre en 2008 (avec Garrett Weber-Gale en 47 s 92 ; les sélections olympiques faisant office de championnat national).
La barre des 49 secondes avait été franchie 23 ans plus tôt, en août 1985 par Matt Biondi.

## 100 mètres nage libre messieurs
| Championnat                                  | Ville                 | Nageur                             | Naissance | Age   | Club                                           | Temps           |
| 1920 sélections olympiques (Juillet) (25 yd) | Chicago, IL           | Duke Kahanamoku                    | 1890      | 30    | Hawaï                                          | 55 s            |
| -----                                        |                       |                                    |           |       |                                                |                 |
| -----                                        |                       |                                    |           |       |                                                |                 |
| 1928 sélections olympiques (Juin) ()         | Detroit, MI           | Johnny Weissmuller                 | 1904      | 24    | Illinois Athletic Club                         | 58 s 8          |
| -----                                        |                       |                                    |           |       |                                                |                 |
| -----                                        |                       |                                    |           |       |                                                |                 |
| 1932 sélections olympiques () ()             | Cincinnati, OH        | Albert Schwartz                    |           |       | Illinois Athletic Club                         | 1 min 00 s 1/5  |
| -----                                        |                       |                                    |           |       |                                                |                 |
| -----                                        |                       |                                    |           |       |                                                |                 |
| 1936 sélections olympiques (juillet) (50 m)  | Providence, RI        | Arthur Highland                    |           |       | Lake Shore Athletic Club                       | 58 s 8          |
| -----                                        |                       |                                    |           |       |                                                |                 |
| -----                                        |                       |                                    |           |       |                                                |                 |
| 1948 sélections olympiques (juillet) (50 m)  | Detroit, MI           | Walter Ris                         |           |       | Iowa                                           | 58 s 4          |
| -----                                        |                       |                                    |           |       |                                                |                 |
| -----                                        |                       |                                    |           |       |                                                |                 |
| 1952 sélections olympiques (juillet) (50 m)  | New York, NY          | Clarke Scholes                     |           |       | Michigan State                                 | 57 s 3          |
| -----                                        |                       |                                    |           |       |                                                |                 |
| -----                                        |                       |                                    |           |       |                                                |                 |
| 1956 sélections olympiques () (50 m)         | Detroit, MI           | William Woolsey                    |           |       | Unattached Hawaii                              | 57 s 1          |
| -----                                        |                       |                                    |           |       |                                                |                 |
| -----                                        |                       |                                    |           |       |                                                |                 |
| 1960 sélections olympiques (août) (50 m)     | Detroit, MI           | Lance Larson                       |           |       | Los Angeles AC                                 | 55 s 0          |
| -----                                        |                       |                                    |           |       |                                                |                 |
| -----                                        |                       |                                    |           |       |                                                |                 |
| 1962 printemps (avril) (25 yd)               |                       | Steven Jackman                     |           |       | Unattached                                     | 48 s 3          |
| 1962 été (août) (50 m)                       |                       | Steven Jackman                     |           |       | Gopher                                         | 54 s 6          |
| 1963 printemps (mars) (25 yd)                |                       | Steven Jackman                     |           |       | Minnesota                                      | 46 s 5          |
| 1963 été (août) (50 m)                       | Oak Park, IL          | Stephen Clark                      |           |       | Université de Santa Clara                      | 54 s 9          |
| 1964 printemps (avril) (25 yd)               | Bartlesville, OK      | Stephen Clark                      |           |       | Yale                                           | 47 s 1          |
| 1964 été (août) (50 m)                       | Los Altos, CA         | Don Schollander                    | 1946      | 18    | Santa Clara                                    | 54 s 0 RUSA     |
| 1965 printemps (avril) (25 yd)               |                       | Stephen Clark                      |           |       | Yale                                           | 45 s 6          |
| 1965 été (août) (50 m)                       | Maumee, OH            | Richard Roth                       |           |       | Santa Clara                                    | 53 s 8          |
| 1966 printemps (avril) (25 yd)               |                       | Steve Rerych                       |           |       | Caroline du Nord                               | 47 s 5          |
| 1966 été (août) (50 m)                       |                       | Don Schollander                    | 1946      | 20    | Santa Clara                                    | 53 s 5          |
| 1967 printemps (avril) (25 yd)               |                       | Donald Havens                      |           |       | Californie du Sud                              | 46 s 0          |
| 1967 été (août) (50 m)                       |                       | Don Schollander                    | 1946      | 21    | Santa Clara                                    | 53 s 3          |
| 1968 printemps (avril) (25 yd)               |                       | Donald Havens                      |           |       | Californie du Sud                              | 45 s 67         |
| 1968 été (août) (50 m)                       |                       | Mark Spitz                         | 1950      | 18    | Santa Clara                                    | 53 s 6          |
| 1968 sélections olympiques (août) (50 m)     | Long Beach, CA        | Zachary Zorn                       | 1948      | 20    | -                                              | 52 s 6 RM=      |
| 1969 printemps (avril) (25 yd)               |                       | Donald Havens                      |           |       | Californie du Sud                              | 45 s 92         |
| 1969 été (août) (50 m)                       |                       | Donald Havens                      |           |       | Los Angeles                                    | 52 s 5          |
| 1970 printemps (avril) (25 yd)               |                       | Edgar Dave                         |           |       | Jack Nelson                                    | 45 s 15         |
| 1970 été (août) (50 m)                       |                       | Frank Heckl                        |           |       | Los Angeles                                    | 52 s 48         |
| 1971 printemps (avril) (25 yd)               |                       | Frank Heckl                        |           |       | Californie du Sud                              | 45 s 56         |
| 1971 été (août) (50 m)                       |                       | Mark Spitz                         | 1950      | 21    | Arden Hills                                    | 52 s 45         |
| 1972 printemps (avril) (25 yd)               |                       | Mark Spitz                         | 1950      | 22    | Indiana                                        | 45 s 10         |
| 1972 sélections olympiques (août) (50 m)     | Chicago, IL           | Mark Spitz                         | 1950      | 22    |                                                | 51 s 91         |
| 1973 printemps (avril) (25 yd)               |                       | Ken Knox                           |           |       | Jack Nelson                                    | 45 s 26         |
| 1973 été (août) (50 m)                       |                       | Jim Montgomery                     | 1955      | 18    | Badger Dolphins                                | 52 s 95         |
| 1974 printemps (avril) (25 yd)               |                       | Joe Bottom                         |           |       | Californie du Sud                              | 44 s 84         |
| 1974 été (août) (50 m)                       |                       | Tom Hickcox                        |           |       | Gatorade                                       | 52 s 16         |
| 1975 printemps (avril) (25 yd)               |                       | Andy Coan                          |           |       | Fort Lauderdale                                | 44 s 50         |
| 1975 été (août) (50 m)                       |                       | Jim Montgomery                     | 1955      | 20    | Badger Dolphins                                | 51 s 04         |
| 1976 printemps (avril) (50 m)                |                       | Jim Montgomery                     | 1955      | 21    | Unattached                                     | 50 s 77         |
| 1976 sélections olympiques (juin) (50 m)     | Long Beach, CA        | Jim Montgomery                     | 1955      | 21    | GAT                                            | 50 s 95         |
| 1976 été (août) (50 m)                       |                       | Jonty Skinner                      |           |       | Cental Jersey                                  | 49 s 44 RM      |
| 1977 printemps (avril) (25 yd)               |                       | Jonty Skinner                      |           |       | Alabama                                        | 43 s 92         |
| 1977 été (août) (50 m)                       | Mission Viejo, Ca     | Jonty Skinner                      |           |       | Afrique du Sud                                 | 50 s 60         |
| 1978 printemps (avril) (25 yd)               | Austin (TX)           | Jonty Skinner                      |           |       | North river Yacht                              | 43 s 64         |
| 1978 été (août) (50 m)                       | The Woodlands, TX     | David McCagg                       |           |       | Floride                                        | 50 s 79         |
| 1979 printemps (avril) (25 yd)               | Los Angeles, CA       | David McCagg                       |           |       | Floride                                        | 43 s 71         |
| 1979 été (août) (50 m)                       | Fort Lauderdale, FL   | Rowdy Gaines                       | 1959      | 20    | Floride                                        | 50 s 79         |
| 1980 printemps (avril) (50 m)                | Austin (TX)           | Rowdy Gaines                       | 1959      | 21    | Floride                                        | 49 s 61         |
| 1980 sélections olympiques (août) (50 m)     | Irvine, Ca            | Rowdy Gaines                       | 1959      | 21    | Floride                                        | 50 s 19         |
| 1981 printemps (avril) (25 yd)               |                       | Robin Leamy                        |           |       | Mission Viejo Nadadores                        | 43 s 58         |
| 1981 été (août) (50 m)                       |                       | Chris Cavanaugh                    |           |       | DeAnza                                         | 50 s 71         |
| 1982 printemps (avril) (25 yd)               | Université de Floride | Rowdy Gaines                       | 1959      | 23    | War Eagle                                      | 43 s 70         |
| 1982 été (août) (50 m)                       | Indianapolis, In      | Rowdy Gaines                       | 1959      | 23    | War Eagle                                      | 50 s 27         |
| 1983 printemps (avril) (25 yd)               | Indianapolis, In      | Rowdy Gaines                       | 1959      | 24    | Texas Longhorn Athletics                       | 43 s 32         |
| 1983 été (août) (50 m)                       | Clovis, Ca            | Rowdy Gaines                       | 1959      | 24    | Texas Longhorn Athletics                       | 50 s 21         |
| 1984 printemps (mars) (50 m)                 |                       | Rowdy Gaines                       | 1959      | 25    | Texas Longhorn Athletics                       | 50 s 23         |
| 1984 Sélections JO (juin) (50 m)             | Indianapolis, IN      | Mike Heath                         | 1964      | 20    | Holmes                                         | 49 s 87         |
| 1984 été () (50 m)                           |                       | Mark Stockwell                     |           |       |                                                | 50 s 38         |
| 1985 printemps (avril) (25 yd)               | Monterey Park, Ca     | Matt Biondi                        | 1965      | 20    | California Golden Bears                        | 42 s 32         |
| 1985 été (août) (50 m)                       | Mission Viejo, Ca     | Matt Biondi                        | 1965      | 20    | California Golden Bears                        | 48 s 95         |
| 1986 printemps (mars) (25 yd)                | Orlando, Fl           | John Everatt                       |           |       | Concord Pleasant Hils                          | 43 s 77         |
| 1986 Sélections CM (juin) (50 m)             | Orlando, Fl           | Matt Biondi                        | 1965      | 20    | California Golden Bears                        | 48 s 74 RM      |
| 1986 été (août) (50 m)                       | Santa Clara, Ca       | Scott Mc Cadam                     |           |       | SMU Mustangs (Dallas)                          | 50 s 51         |
| 1987 printemps (mars) (25 yd)                | Mission Bay, Fl       | Tom Jager                          | 1964      | 23    | Parkway swim club                              | 43 s 44         |
| 1987 été (juillet) (50 m)                    | Clovis, Ca            | Matt Biondi                        | 1965      | 22    | California Golden Bears                        | 49 s 34         |
| 1988 printemps (mars) (50 m)                 | Orlando, Fl           | Matt Biondi                        | 1965      | 22    | California Golden Bears                        | 49 s 37         |
| 1988 été (août) (50 m)                       |                       | Matt Biondi                        | 1965      | 22    | California Golden Bears                        | 48 s 42 RM      |
| 1989 printemps (mars) (25 yd)                | Chapel Hill, NC       | Jim Harvey                         |           |       | New Jersey Waces                               | 43 s 85         |
| 1989 été (août) (50 m)                       | Los Angeles, CA       | Brent Lang                         |           |       | Club Wolverine                                 | 50 s 17         |
| 1990 printemps (mars) (25 yd)                | Nashville, TE         | Matt Biondi                        | 1965      | 25    | California Golden Bears                        | 42 s 30         |
| 1990 été (août) (50 m)                       | Austin (TX)           | Shaun Jordan                       |           |       | Longhorn                                       | 49 s 68         |
| 1991 printemps (avril) (50 m)                | Federal Way, WA       | Shaun Jordan                       |           |       | Longhorn                                       | 49 s 61         |
| 1991 été (août) (50 m)                       | Fort Lauderdale, FL   | Doug Gjertsen                      |           |       | Longhorn                                       | 50 s 48         |
| 1992 sélections olympiques (mars) (50 m)     | Indianapolis, In      | Matt Biondi                        | 1965      | 27    | Unattached - Moraga                            | 49 s 31         |
| 1992 été (août) (50 m)                       | Mission Viejo, Ca     | Towne Alyn                         |           |       | Fort Lauderdale                                | 50 s 60         |
| 1993 printemps (avril) (50 m)                | Nashville, TE         | Raimundas Majuolis John Steel      | 1972      | 21    | Fort Lauderdale University of South California | 49 s 80 50 s 82 |
| 1993 été (juillet) (50 m)                    | Austin (TX)           | Jon Olsen                          |           |       | Santa Clara                                    | 49 s 33         |
| 1994 printemps (avril) (50 m)                | Federal Way, WA       | Gustavo Borges Gary Hall Jr.       | 1972 1974 | 22 20 | Michigan Phoenix swim club                     | 49 s 64 50 s 27 |
| 1994 été (août) (50 m)                       | Indianapolis, In      | Gary Hall Jr.                      | 1974      | 20    | Phoenix swim club                              | 49 s 31         |
| 1995 printemps (mars) (50 m)                 | Minneapolis, MN       | David Fox                          | 1971      | 24    | Unattached - Resident                          | 49 s 43         |
| 1995 été (août) (50 m)                       | Pasadena, CA          | Jon Olsen                          | 1969      | 26    | Curl Burke                                     | 49 s 44         |
| 1996 printemps (février) (50 m)              | Orlando, Fl           | David Fox                          | 1971      | 25    | Raleigh Swimming                               | 50 s 66         |
| 1996 sélections olympiques (mars) (50 m)     | Indianapolis, In      | Jon Olsen                          | 1969      | 27    | Unattached - CO                                | 49 s 46         |
| 1996 été (août) (50 m)                       | Fort Lauderdale, FL   | Neil Walker                        | 1976      | 20    | Verona Aquatics                                | 50 s 07         |
| 1997 printemps (février) (50 m)              | Buffalo, NY           | Bradley Schumacher                 |           |       | Auburn aquatics                                | 51 s 33         |
| 1997 été (juillet) (50 m)                    | Nashville, TE         | Scott Tucker                       |           |       | West Florida                                   | 49 s 68         |
| 1998 printemps (avril) (50 m)                | Minneapolis, MN       | Gary Hall Jr.                      | 1974      | 24    | Phoenix swim club                              | 49 s 60         |
| 1998 été (août) (50 m)                       | Clovis, Ca            | Jason Lezak                        | 1975      | 23    | Irvine Novaquatics                             | 49 s 93         |
| 1999 printemps (avril) (50 m)                | Long Island, NY       | Scott Tucker                       |           |       | Auburn Aquatics                                | 49 s 69         |
| 1999 été (août) (50 m)                       | Minneapolis, MN       | Jason Lezak                        | 1975      | 23    | Irvine Novaquatics                             | 49 s 34         |
| 2000 printemps (mars) (50 m)                 |                       | Neil Walker                        | 1976      | 24    | Longhorn Aquatics                              | 49 s 02         |
| 2000 sélections JO (août) (50 m)             | Indianapolis, In      | Neil Walker                        | 1976      | 24    | Longhorn Aquatics                              | 48 s 71         |
| 2001 printemps (avril) (50 m)                | Austin (TX)           | Anthony Ervin                      | 1981      | 20    | Phoenix swim club                              | 48 s 98         |
| 2001 été (août) (50 m)                       | Fresno, CA            | Scott Tucker                       |           |       | novaquatics                                    | 49 s 42         |
| 2002 printemps (mars) (50 m)                 | Minneapolis, MN       | Jason Lezak                        | 1975      | 27    | Irvine novaquatics                             | 48 s 89         |
| 2002 été (août) (50 m)                       | Fort Lauderdale, FL   | Jason Lezak                        | 1975      | 27    | Irvine novaquatics                             | 49 s 19         |
| 2003 printemps (avril) (50 m)                | Indianapolis, In      | Scott Tucker                       |           |       | novaquatics                                    | 49 s 43         |
| 2003 été (août) (50 m)                       | College Park, MA      | Michael Phelps                     | 1985      | 18    | North Baltimore                                | 49 s 19         |
| 2004 printemps (février) (50 m)              | Orlando, Fl           | Michael Phelps                     | 1985      | 19    | North Baltimore                                | 49 s 05         |
| 2004 sélections JO (juillet) (50 m)          | Long Beach, CA        | Jason Lezak                        | 1975      | 29    | Irvine novaquatics                             | 48 s 41         |
| 2004 été (août) (50 m)                       | Stanford, CA          | Garrett Weber-Gale                 | 1985      | 19    | Longhorn Aquatics                              | 49 s 91         |
| 2005 Sélections CM (avril) (50 m)            | Indianapolis, In      | Michael Phelps                     | 1985      | 20    | Club Wolverine                                 | 49 s 00         |
| 2005 été (août) (50 m)                       | Irvine, Ca            | Roland Schoeman Garrett Weber-Gale | 1980 1985 | 25 20 | Longhorn Aquatics                              | 48 s 38 49 s 40 |
| 2006 printemps (mars) (50 m)                 | Federal Way, WA       | Dale Rogers                        | 1982      | 24    | Longhorn Aquatics                              | 50 s 38         |
| 2006 été (août) (50 m)                       | Irvine, Ca            | Jason Lezak                        | 1975      | 31    | Irvine novaquatics                             | 48 s 63         |
| 2007 printemps (mars) (50 m)                 | East Meadow, NY       | Nick Brunelli                      | 1981      | 26    | Sun Devils Aquatics                            | 50 s 19         |
| 2007 été (juillet) (50 m)                    | Indianapolis, In      | David Walters                      | 1987      | 20    | Longhorn aquatics                              | 48 s 96         |
| 2008 Sélections JO (juillet) (50 m)          | Omaha                 | Garrett Weber-Gale                 | 1985      | 23    | Texas Longhorn Aquatics                        | 47 s 92         |
| 2009 Sélections CM (juillet) (50 m)          | Indianapolis          | Nathan Adrian                      | 1988      | 21    | Université de Californie                       | 48 s 00,        |
| 2010 (août) (50 m)                           | Irvine                | Nathan Adrian                      | 1988      | 22    | Université de Californie                       | 48 s 41         |
| 2011 (août) (50 m)                           | Palo Alto             | Garrett Weber-Gale                 | 1985      | 26    | Longhorn Aquatics                              | 48 s 87         |
| 2012 Sélections JO (juillet) (50 m)          | Omaha                 | Nathan Adrian                      | 1988      | 24    | Université de Californie                       | 48 s 10         |
| 2013 (juin) (50 m)                           | Indianapolis          | Nathan Adrian                      | 1988      | 25    | Université de Californie                       | 48 s 10         |
| 2014 (août) (50 m)                           | Irvine                | Nathan Adrian                      | 1988      | 26    | Université de Californie                       | 48 s 31         |
| 2015 (août) (50m)                            | San Antonio           |                                    |           |       |                                                |                 |
| 2016 Sélections JO (juin) (50m)              | Omaha                 |                                    |           |       |                                                |                 |
| 2017                                         |                       |                                    |           |       |                                                |                 |
| 2018                                         |                       |                                    |           |       |                                                |                 |
| 2019 (juillet/août) (50m)                    | Stanford, CA          | Ryan Held                          | 1995      | 24    | New York Athletic Club                         | 47 s 39         |